# Soupçons sur un champion
Pour les articles homonymes, voir Soupçon.
Soupçons sur un champion (Stand Against Fear) est un téléfilm américain réalisé par Joseph L. Scanlan, diffusé en 1996.

## Synopsis
La capitaine d'une troupe de majorettes d'un collège américain se bat pour prouver la culpabilité de deux joueurs de football, accusés d'attouchements sexuels.

## Fiche technique
- Titre : Soupçons sur un champion
- Titre original : Stand Against Fear
- Réalisation : Joseph L. Scanlan
- Scénario : Natalie Chaidez
- Production : Lawrence Horowitz et John G. Lenic
- Musique : Stacy Widelitz
- Photographie : Inconnu
- Montage : Michael A. Hoey
- Décors : Inconnu
- Costumes : Inconnu
- Pays d'origine : États-Unis
- Format : Couleurs - 1,33:1 - Stéréo - 35 mm
- Genre : Drame
- Durée : 120 minutes
- Date de diffusion : 16 décembre 1996 (États-Unis)

## Distribution
- Shanna Reed (VF : Marie-Christine Darah) : Anne Wilson
- Sarah Chalke (VF : Michèle Lituac) : Krista Wilson
- Lochlyn Munro (VF : Emmanuel Curtil) : Josh Kelly
- Brigitta Dau (VF : Julie Turin) : Ruth Gayle
- Gwynyth Walsh (VF : Dorothée Jemma) : Vicky Cooke
- Teryl Rothery (VF : Marie Martine) : l'avocate
- Gary Chalk : l'entraîneur Peters
- Josh Taylor (VF : Guy Chapellier) : Ted Wilson
- Malcolm Stewart : Supt. Emerson
- Alandra : Mona Gayle
- Gaetana Korbin : Vanessa
- Terry David Mulligan (VF : Maurice Sarfati) : Alan Kelly
- Kirby Morrow : Nelson Doyle
- Jason Nash : Randy
- Marcus Turner (VF : Mark Lesser) : Kyle